# Edward J. Flanagan
Edward Joseph Flanagan (Roscommon, 13 luglio 1886 – Berlino, 15 maggio 1948) è stato un presbitero e educatore irlandese naturalizzato statunitense, fondatore della Città dei Ragazzi.
Ha dedicato la sua esistenza all'aiuto dei giovani a rischio di delinquenza, ha fondato la città dei ragazzi, nel Nebraska.

## Biografia
Nato in Irlanda, studiò presso la Summer Hill College di Sligo, e all'età di diciotto anni si trasferì nel 1904 negli Stati Uniti, dove si iscrisse al Mount St. Mary’s College di Emmitsburg (Ohio), dove consegui un bachelor of arts nel 1906 e un master of arts nel 1908. Alla fine del 1907 si trasferì in Eruopa presso la Pontificia Università Gregoriana di Roma, come alunno dell'Almo collegio Capranica, dove ebbe come compagno di studio Enrico Dante, che successivamente fu un importante alleato a sostegno delle sue iniziative. Dopo essere stato costretto per motivi di salute a interrompere gli studi, li riprese presso l'Università di Innsbruck, dove trascorse tre anni studiando teologia e dove fu ordinato sacerdote nel luglio del 1912.
Dopo la laurea Flanagan fece ritorno negli Stati Uniti per essere assegnato come assistente del locale pastore di O'Neill, dove rimase fino al 1913. Tra il 1913 e il 1913 venne nuovamente assegnato come assistente pastore presso la diocesi di Omaha, nel Nebraska, dove nel 1917 fondò una prima residenza per disoccupati e ad occuparsi di giovani disadattati, il Workingmen’s Hotel. Per tutelare i più giovani all'interno di questa struttura, Flanagan riservò loro i piani superiori dell'edificio, in questo modo realizzò che i soggetti più giovani, soprattutto i ragazzi, reagivano con maggior predisposizione ai progetti di riabilitazione a loro dedicati. Flanagan decise allora di concentrare le proprie energie in favore dei giovani bisognosi o costretti a delinquere, fondando, sempre nel 1917, la Home for Homeless Boys, che ospitò inizialmente cinque ragazzi, tre dei quali affidatigli dal tribunale per i minorenni. Un anno dopo, il successo della sua iniziativa rese necessario a padre Flanagan di trasferirsi |presso una struttura più grande nella Contea di Douglas (Georgia), che battezzò Boys Town (Città dei ragazzi).